# Statskommissarie
Statskommissarie var en titel som användes för högt uppsatta ämbetsmän vid Kungliga Statskontoret. Statskommissarierna utgjorde tillsammans med generaldirektören Statskontorets styrelse. En statskommissarie var ex officio även chef för en av myndighetens byråer. Ursprungligen fanns det tre byråer: inkomst-, fond- och stämpelbyrån, utgiftsbyrån samt riksbokslutsbyrån och således tre statskommissarier som var chefer för dessa.